# Parque nacional Georgian Bay Islands
El Parque Nacional de las Islas de la Bahía de Georgia (Georgian Bay Islands National Park) es un parque nacional de Canadá que está compuesto por cincuenta y nueve islas pequeñas y partes de las islas de la bahía de Georgia, cerca de Port Severn, en la provincia de Ontario. El parque fue creado en 1929. El total de área del parque es de 13 km². Su isla más grande es la isla Beausoleil. La ciudad más cercana es Midland.